# گرانت ویثرز
گرانت ویثرز (انگلیسی: Grant Withers؛ ‏ ۱۷ ژانویهٔ ۱۹۰۵ – ۲۷ مارس ۱۹۵۹) بازیگر اهل ایالات متحده آمریکا بود. وی بین سال‌های ۱۹۲۵ تا ۱۹۵۹ میلادی فعالیت می‌کرد.
از فیلم‌ها یا برنامه‌های تلویزیونی که وی در آن نقش داشته است، می‌توان به شیپ کافه، نمایش نمایش‌ها، عزیز من کلمنتاین، دژ آپاچی، در اکلاهمای سابق و گردباد ملایم اشاره کرد.

## مرگ
ویترز در ۲۷ مارس ۱۹۵۹ درحالی که ۵۴ سال سن داشت در آپارتمان خود در هالیوود در گذشت. ویترز یک یادداشت خودکشی از خود به جای گذاشت که در آن نوشته بود: لطفاً مرا ببخشید خانواده‌ام، من خیلی ناراحت بودم، اینطوری بهتر است. 